# Gia Coppola
Gia Coppola (Los Ángeles, California, 1 de enero de 1987) es una directora de cine estadounidense. Es nieta del también director Francis Ford Coppola y sobrina de la directora y guionista Sofía Coppola.

## Biografía
Cuando solo era una niña, Gia Coppola, creció entre las películas de su tía Sofia Coppola (trabajó incluso como asistente en el rodaje de Somewhere), admirando el cine de su abuelo Francis Ford Coppola y soñando con convertirse en directora en algún momento de su vida.
El año 2020 logra sacar adelante su 2º Film Mainstream y darse a conocer en el Festival de Venecia con los Actores Maya Hawke y Andrew Garfield, con idea de satirizar a las Influencers y el ecosistema actual reinante en las Redes Sociales.

## Filmografía

### Cine
- 2013: Palo Alto
- 2020: Mainstream[2]
- 2024: The Last Showgirl